# Backhousia sciadophora
Backhousia sciadophora es una especie de árbol de la familia de las mirtáceas. Nombres comunes incluyen palo astilla ("shatterwood"),  palo hierro ("ironwood"), árbol búmeran ("boomerang tree") y corteza curraca ("curracabark").

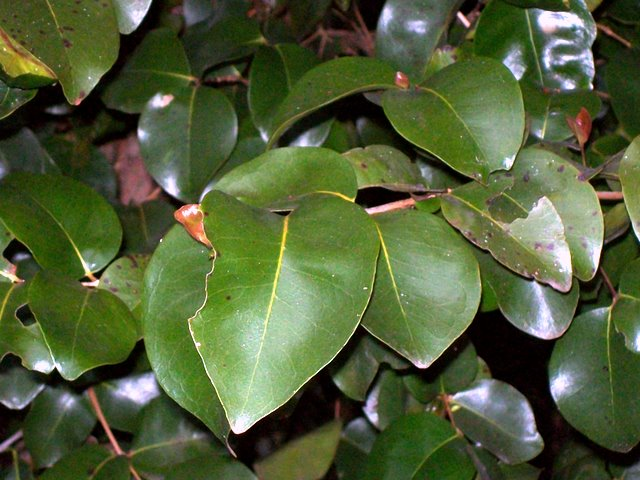
Detalle de las hojas

## Distribución y hábitat
Es un árbol común en Australia, crece desde el centro de Nueva Gales del Sur hasta el sureste de Queensland. El hábitat del palo astilla es en las áreas más secas del  bosque templado húmedo en barrancos y cuestas empinadas en suelos sedimentarios.

## Descripción
El palo astilla es un árbol de talla pequeña a grande, ocasionalmente alcanza 30 metros de altura y 80 cm de diámetro en el tronco. La corona del árbol tiene una apariencia obscura y atractiva.
El tronco de Backhousia sciadophora es cilíndrico, y con frecuencia rebordeado o ensanchado en la base. El palo astilla es así llamado por la naturaleza quebradiza de la madera.
La corteza es gris o de color gamuza, rugosa con las fibras cortas, finamente agrietada en forma vertical, mudándola en escamas estrechas. La estructura de la corteza parece consistir de numerosas capas, las cuales llegan a ser más suaves y más parecidas al papel conforme se acerca al interior.

### Hojas, flores y fruto
Las hojas son opuestas, simples, enteras, ampliamente ovadas o elípticas, de 5 a 10 cm de largo. Redondas o retraídas a una punta roma, o a veces cortadas.  Tiene numerosos puntitos aceitosos pequeños. Los tallos de las hojas muy cortos.
La nervadura de la hoja incluye una vena intermarginal que la rodea, distanciada del borde de la hoja. Una segunda vena intermarginal de la hoja está presente, más cercana al borde de la hoja. La vena central está hundida en la superficie inferior, pero ligeramente elevada en la superficie superior. Las venas laterales están a 60 grados de la vena central.
Las flores son blancas, pequeñas, numerosas en racimos axilares, o umbelas como  inflorescencias en un pedúnculo común de 10 a 45 mm de largo. Pedicelos delgados de hasta 13 mm de largo. El cáliz es un tubo glabro, acampanado. Lóbulos redondeados y cortos. 
El período de floración es de junio a julio.
El fruto madura de mayo a agosto, es una cápsula café, acampanada, 5 mm de diámetro incluyendo los cinco persistentes lóbulos del cáliz, 2 mm de largo. El ovario está encerrado en un domo que contiene cuatro o cinco celdas que componen el cáliz en forma de tubo. Las semillas son de cinco a ocho en cada fruto, ovales, 1 mm de largo, café doradas.

## Taxonomía
Myrceugenia sciadophora fue descrita por Ferdinand von Mueller y publicado en Fragmenta Phytographiæ Australiæ 2: 26, 171. 1860.